# ليزي بروشير
ليزي بروشير (بالفرنسية: Lizzie Brocheré)‏ هي ممثلة فرنسية، ولدت في 22 مارس 1985 بباريس في فرنسا.

## أعمال

### مسلسلات
- قصة رعب أمريكية

- versailles

## وصلات خارجية
- ليزي بروشير على موقع IMDb (الإنجليزية)
- ليزي بروشير على موقع ميتاكريتيك (الإنجليزية)
- ليزي بروشير على موقع روتن توميتوز (الإنجليزية)
- ليزي بروشير على موقع قاعدة بيانات الأفلام العربية
- ليزي بروشير على موقع ألو سيني (الفرنسية)
- ليزي بروشير على موقع أول موفي (الإنجليزية)
- ليزي بروشير على موقع قاعدة بيانات الأفلام السويدية (السويدية)
- ليزي بروشير على موقع قاعدة بيانات الفيلم (الإنجليزية)
- ليزي بروشير على موقع ليتربوكسد (الإنجليزية)
- ليزي بروشير على موقع كينوبويسك (الروسية)